# Llàntia de bitàcola

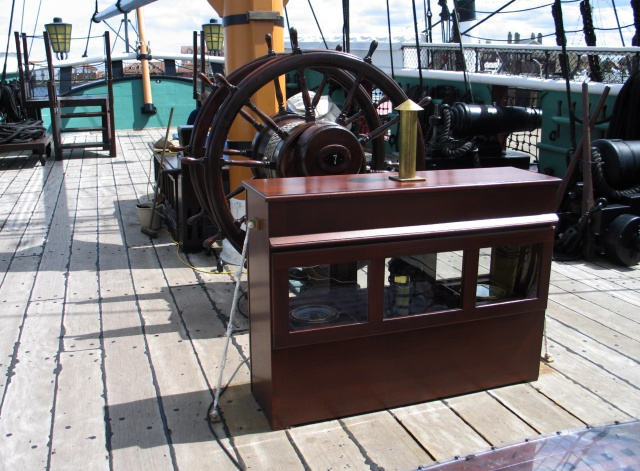
Bitàcola del vaixell HMS Trincomalee, una fragata de vela de 1817. La xemeneia de llautó correspon a la llàntia que va a l'interior.

Una llàntia de bitàcola era un instrument de navegació emprat per a donar llum a l'agulla nàutica o brúixola i a l'ampolleta. Calia que de nit, o en condicions de poca llum ambiental, el timoner pogués observar l'agulla; i el que guardava les hores (la persona que curava de l'ampolleta, de girar-la quan calia i d'avisar de les hores) tingués una visió prou clara del rellotge de sorra.
El sistema de funcionament era idèntic al d'una llàntia d'oli normal però havia de disposar d'un sistema de protecció perquè el vent no apagués la flama i, al mateix temps, fes més difícil calar foc al vaixell per accident. En resum: la llàntia anava dins d'una llanterna. Tot el conjunt anava penjat o disposava d'un sistema de suspensió (cardan o similar) per tal d'evitar el vessament de l'oli combustible per culpa dels moviments del vaixell.

## Etimologia
L'etimologia d'una expressió com “llàntia de bitàcola” suposa l'estudi de dos termes: “llàntia” i “bitàcola”.

### Llàntia
Etimologia: d'una variant *lantăda del romànic primitiu, alteració del ll. lampas, -ădis, íd., ‘llumener’, i aquest, del gr. lampas, -ádos ‘torxa, llumener’, amb influx del ll. lanterna ‘llanterna’ Primera documentació en català: 1260.

### Bitàcola
El terme anglès “binnacle” (c.1760) és una corrupció de “bittacle” (1620), derivat del castellà “bitàcora” o del portuguès “bitacola”. Ambdós termes derivats del llatí “habitaculum”, petita cambra i “habitare” habitar.

## Història
La llàntia de bitàcola va sorgir de forma lògica, evolucionant a partir d'elements tradicionals i responent a les necessitats de navegació de diverses èpoques.

### Les llànties
L'origen de la llàntia és molt antic. N'hi ha de moltes menes i hi ha testimonis escrits del seu ús terrestre.

### Les llanternes
Un dels problemes d'una llàntia terrestre és el vent. També la pluja pot ser una dificultat insalvable. Les llanternes foren la solució.
- Estrictament parlant, una llanterna és una mena de gàbia amb costats d'un material transparent o translúcid que protegeix la flama d'una llàntia o una espelma del vent i de la pluja. Amb el temps la denominació de llanterna evolucionà fins a incorporar en un conjunt la gabia i la font lluminosa protegida.[2][3]
  - Algunes definicions modernes donen descripcions més especialitzades, oblidant el sentit tradicional clarament recollit en alguns documents.

### Llums en els vaixells
La navegació nocturna en un vaixell sense instruments no necessita de cap llum artificial.
En estols de vaixells de guerra o de naus mercants navegant de conserva i de nit, una llum és gairebé imprescindible. Una llum, o més d'una, que indiqui la posició del vaixell.

### El problema de les guaites
Francesc Eiximenis en el Dotzè del Crestià parlava de la guerra naval i de la disciplina i ordre que cal observar en els vaixells. Pel que fa a la mesura del temps escrigué el següent:
| «                                 | La dotzena és quel alguatzir de cascuna galea faça observar les guaytes acostumades de nits e de dies. E si lo nauxer és diligent deu bé guardar les hores en popa e daquell qui les guarda per cosia. Per guisa que sapìen lo temps qui passa quan és en quan van o quan tornen atràs e així de les altres circumstàncies. | » |
| — Dotzé del Crestià; cap CCCXXXVI | |   |

En una galera calia una guaita permanent. I eren necessaris els canvis de guaita regulars. Ja Vegeci havia escrit sobre el tema. I Ramon Llull. El consell d'Eiximenis tracta de l'algutzir prudent, que ha de vigilar els correctes canvis de guaita a les hores correctes. I del nauxer diligent, que ha de vigilar que les hores mesurades siguin correctes, controlant les hores (el temps) i l'encarregat de “guardar les hores” (“controlar el temps amb l'ampolleta”; hores = ampolleta= ampolleta d'hores) a qui també cal vigilar.
- Per a controlar els canvis de guaita, amb la clepsidra dels romans o les ampolletes de sorra de les galeres i naus medievals, calia un llum artificial: la llàntia d'oli.

### Navegació amb agulla nàutica i ampolleta
Per a la navegació per estima nocturna és imprescindible un llum artificial. Sortosament els problemes tècnics havien estat solucionats en etapes anteriors.
La navegació de fantasia o per estima ja fou esmentada per Ramon Llull. Aquesta mena de navegar pressuposa un àmbit geogràfic conegut, un mapa que representi la realitat (una carta portolana), l'ús de l'agulla nàutica, saber “estimar” la velocitat del vaixell (amb una corredora o sistema similar) i el temps que hom navega en cada rumb (ampolleta).
La llum artificial era la d'una llàntia, protegida dins d'una llanterna. Aquesta llum va durar des de l'època clàssica grega i romana fins a la generalització de llums elèctrics a bord dels vaixells.
- La llàntia de bitàcola, en el sentit més genèric, fou molt anterior a la documentació sobre la bitàcola. Probablement el terme italià “chiesola”,[8] el venecià “giexiola”, o l'occità “gisole” (que podrien traduir-se al català amb el terme “capelleta”) són molt més antics que el francès “habitacle” que va originar “bitacle”, “bittacle”, “binnacle”, “bitácora” i “bitàcola”.

En català està documentat “tabernacle”, amb un sentit propi i referit a un “element” situat sota la tenda d'una galera: "lo qual estia en lo tendal sobre el tabernacle per tal que hom conegue la sua galea..."
- Des d'un punt de vista religiós és possible recordar el significat de “tabernacle” identificat amb el de “sagrari”. I el costum i obligació d'indicar amb una llàntia la presència de formes consagrades.[11][12]
- Amb totes les reserves i un gran respecte, la comparació d'un sagrari i una llàntia encesa, amb una “capelleta” (amb l'agulla nàutica i l'ampolleta de les hores) i la seva llàntia no sembla massa aventurada.

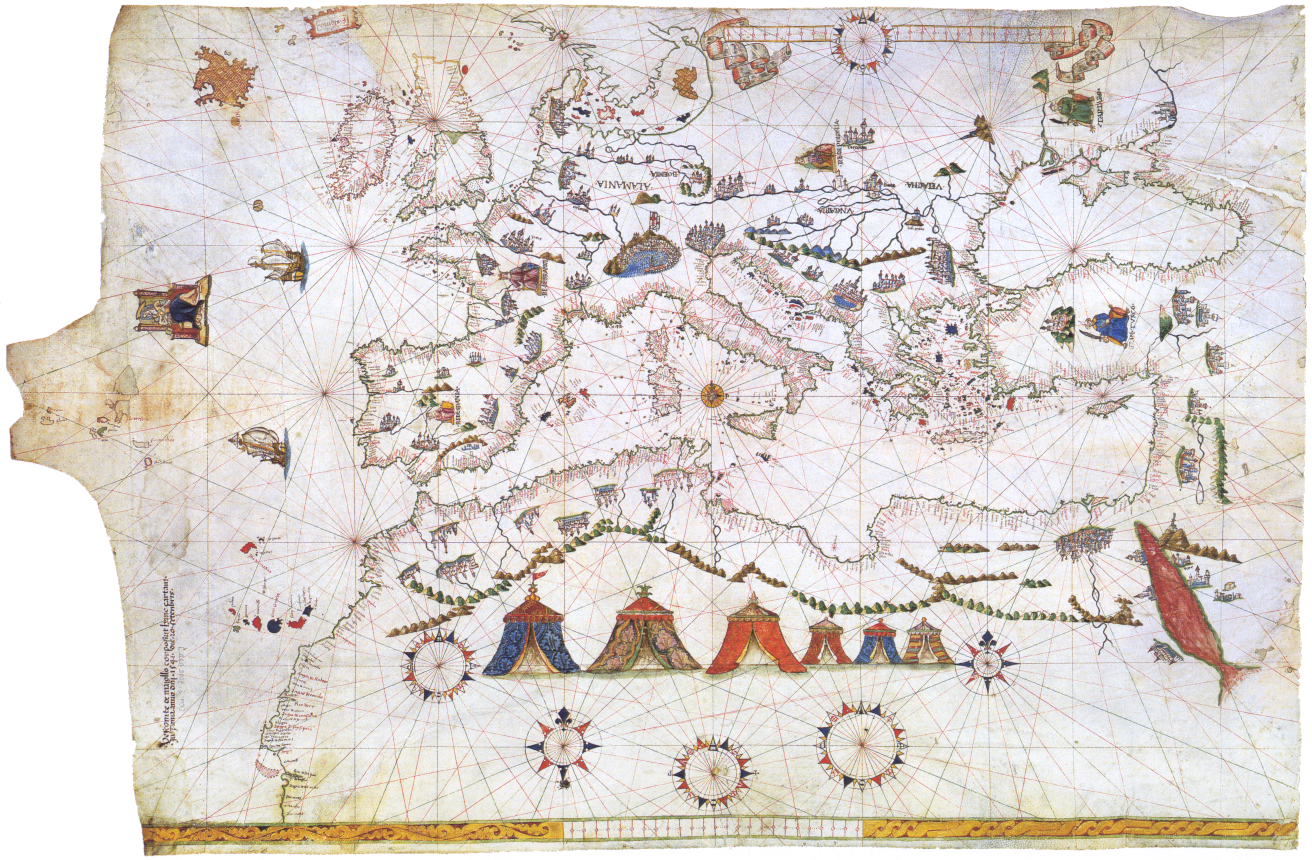
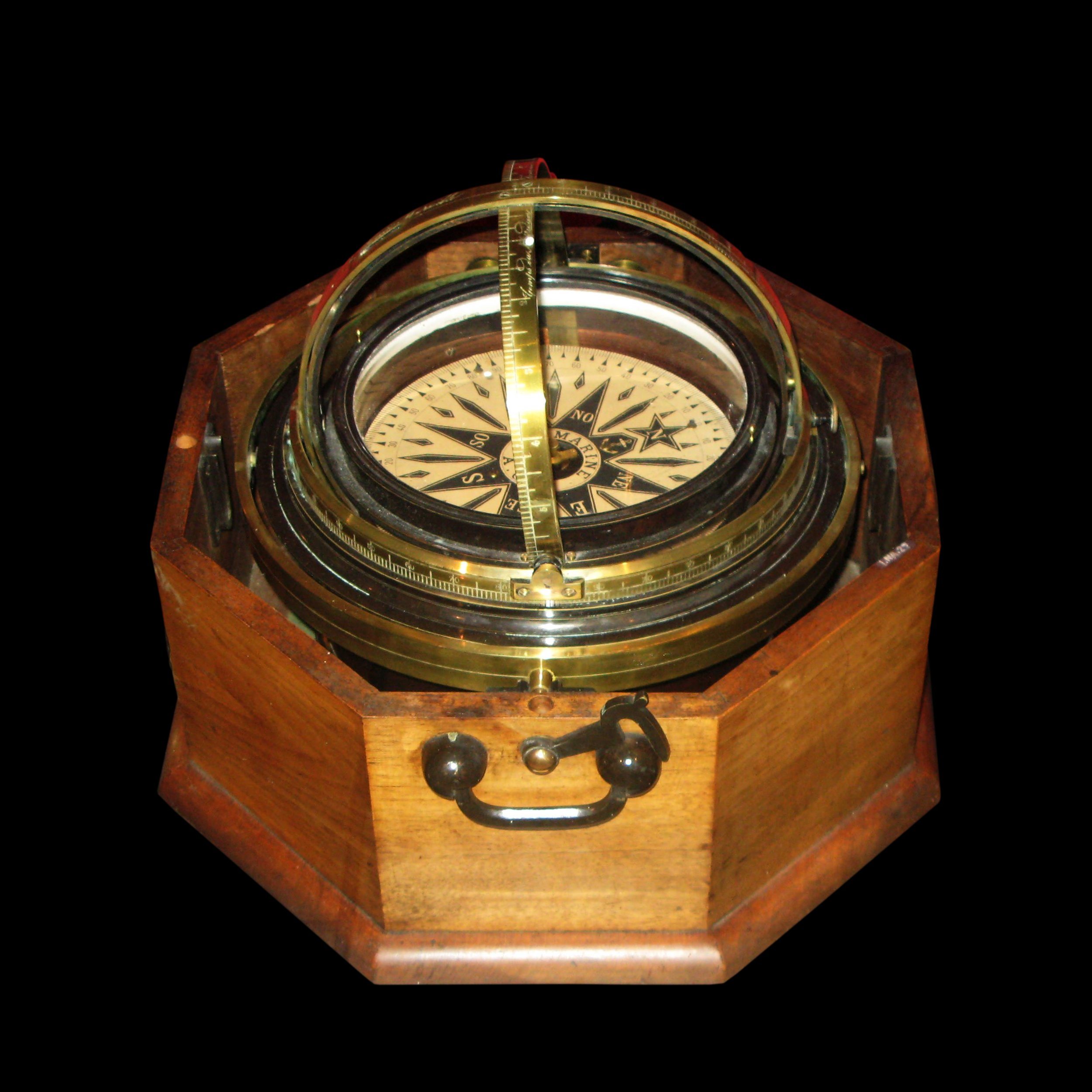
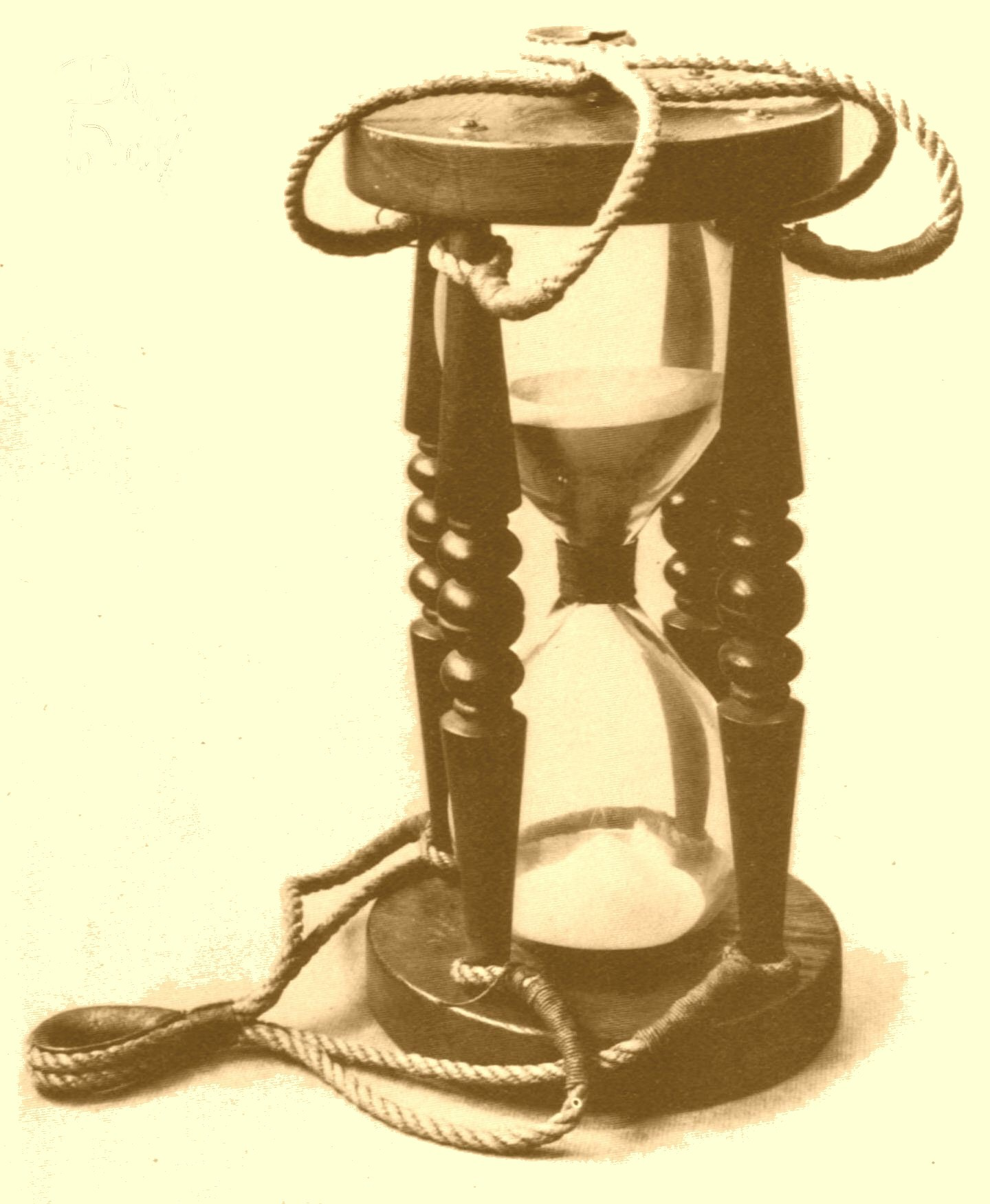

### Làmpades elèctriques
L'electricitat va arribar als grans vaixells a partir de 1880. Però els llums d'oli en general i les llànties de bitàcola continuaren en servei.
Un sistema típic fou l'enllumenat doble de la bitàcola. Amb un llum elèctric i una llàntia d'emergència.
Amb la generalització dels llums elèctrics a bord dels vaixells la llàntia de bitàcola va desaparèixer per a convertir-se en llum de bitàcola o làmpada de bitàcola .

### Sistemes moderns
Fora d'algun cas anecdòtic ja ni hi ha llànties de bitàcola.
Les ampolletes desaparegueren de la navegació ja fa molt de temps. Les brúixoles modernes són de molts tipus i acostumen a tenir un sistema interior d'il·luminació, amb làmpades LED que es van imposant. A més, hi ha altres instruments de navegació (GPS, sonda, radar, ...) normalment a la vista del timoner.
En resum:
- En vaixells grans la bitàcola pot adoptar disposicions molt diferents.
- En vaixells petits cal distingir entre bitàcoles interiors i bitàcoles exteriors. Les primeres poden ser molt diferents. Per contra, les bitàcoles exteriors es resumeixen a un compàs nàutic davant del timoner, en un pedestal o muntat en una mampara.
- De forma simbòlica, l'hereva de la llàntia de bitàcola és la llum del compas.

## Documentació

### Precedents de llums en vaixells
- Any 204 aC. En un estol romà tres llums indicaven la nau de l'almirall, dues llums un vaixell de transport i una llum un trirrem ordinari.[16]
- 35 aC. Sext Pompeu Pius fou derrotat en la batalla naval de Naulochus. Havia anat a la batalla amb 350 naus i va fugir amb 17, amb el llum de la nau capitana apagat.[17]
- 113 dC. Columna de Trajà. Representada la nau de l'almirall amb una llanterna.[18][19]
- 1229. Estol de la conquesta de Mallorca. Llanternes de les naus. "Faró de llanterna".[20][21][22]
- 1331. Coca Sant Climent : “Novem lanternas”.[23]
- 1354. Català. Ordinacions sobre lo fet de la mar. Per Bernat de Cabrera.[24]

| «                                                          | CAP. XXII. Com deuen navegar les Galées del Estol entemps de fortuna, ò de foscha nit. Item, sia ordinació general: que tots temps que Estól navegará ab fortuna, è ab foscha nit, que cascuna Galéa port una lanterna, è aquella del Capitá ne port dues ab lo pharaó ensemps, ço es, la una è la una part del pharaó, è l'altra è l'altra part. E si lo Patró è lo Cómit veyen, ques lunyassen, è quels fos perill, quel poguesen apagar. | » |
| — Ordinacions sobre lo fet de la mar, Bernat II de Cabrera | |   |

### Testimonis directes sobre llums de bitàcola
- 1555. Castellà. El famós Inca Garcilaso de la Vega explicà la pèrdua d'un galió, amb la mort de vuit-centes persones, per culpa del foc. Es tractava de la nau capitana de Jerónimo de Alderete que va fugir i es va salvar en una barca, en el viatge de la presa de possessió de virrei del Perú.[25]

| «                                                          | …quan mal hecho es, quebrantar qualquiera Regla, y orden que la Milicia de Mar, ò Tierra, tenga dada por lei para su confervacion. Que vna dellas es, que jamàs de noche aia otra lumbre en la Nao, sino la de la Lantia, so pena de la Vida, al Maestre que la confintière. Sucediò la desgracia, que la lumbre de la Beata iba cerca de la Madera del Galeón, de manera, que el fuego se encendiò, y se descubriò por la parte de afuera. .. | » |
| — Inca Garcilaso de la Vega. Comentarios Reales. Pàg. 578. | |   |

- 1722.[26]
- 1728. Castellà. “Lantia. Especie de velón con cuatro mecheros que se coloca dentro de la bitácora ...Lámase también lámpara y antiguamente candil de bitàcora”.[27]
- 1728.“La primera luz que en el navío se enciende es en la Bitácora, para governar de noche el Timón, é ir observando la Aguja de Marear”.[27]
- 1777. Castellà. “Bitácora...sirve para poner dos Agujas de marear, y una Lantia de tres luces para alumbrar”.[28]
- 1787. Francès. “Habitacle ...éclairée pendant la nuit d'une lampe, afin que le Timonier ...puisse avoir toujours la Boussole sous les yeux...”.[29]
- 1787. Castellà. “ Lantia de la vitácora, en la marina es un veloncito que da luz al timonel para gobernar por la aguja de marear. Fr. Lampe qui eclaire la boussole”.[30]
- 1819. Francès. “Habitacle...au milieu une lampe...”.[31]
- 1825. Anglès.[32]
- 1831. Castellà.[33]
- 1843. Castellà. Una llei mexicana per a vaixells de guerra, signada pel president provisional Don Antonio López de Santa Anna tracta de llànties de bitàcola: “Reglamento de los repuestos...correspondientes ...a los buques de guerra mexicanos”. S'hi esmenten llànties diverses: “Lantia de cristal para el entrepuente; Bitácora completamente guarnida de lantia; Bitácora para lanchas y botes guarnida de lantia...”.[34]
- 1843. Anglès. “...it was like feeding the bittacle lamp with an insufficiency of oil”.[35]
- 1843. Italià. “Chiesola: bussola...colla lampada che debbe rischiararla in tempo di notte”.[36]